# Vuelta a Colombia 2015
La 65.ª edición de la competencia de ciclismo masculino en ruta Vuelta a Colombia se disputa en trece etapas entre el 2 y el 15 de agosto de 2015. Iniciando en la capital del país Bogotá con una contrarreloj por equipos (CRE), al día siguiente tomará rumbo hacia Boyacá, recorrerá posteriormente los departamentos del Tolima, Quindío, Risaralda, Valle del Cauca, y terminará en el departamento de Antioquia con la ya conocida y espectacular cronoescalada nocturna con final en el Alto de las Palmas en la ciudad de Medellín.
Forma parte del calendario internacional del UCI America Tour 2015 en la categoría 2.2.

## Equipos participantes
Tomarán parte en la carrera 18 equipos para un total de 167 ciclistas, donde 16 equipos son locales y 2 equipos invitados internacionales.
| Equipo                                             | Categoría   |
| -------------------------------------------------- | ----------- |
| Aguardiente Néctar-Alcaldía de Cota-4WD            | Aficionado  |
| Coldeportes-Claro                                  | Aficionado  |
| Coordinadora-Fundrujano-Alcaldía de Villa de Leyva | Aficionado  |
| EBSA-Indeportes Boyacá                             | Aficionado  |
| EPM Une-Area Metropolitana                         | Continental |
| Formesan-Bogotá Humana                             | Aficionado  |
| Fuerzas Armadas-Ejército Nacional                  | Aficionado  |
| GW Shimano-Chaoyang-Envía-Kixx                     | Aficionado  |
| Indersantander                                     | Aficionado  |
| Team Manzana Postobón                              | Aficionado  |
| Movistar Team América                              | Continental |
| Orgullo Antioqueño                                 | Continental |
| PR-Pijaos                                          | Aficionado  |
| Raza de campeones-Lotería de Boyacá                | Aficionado  |
| Redetrans-Super Giros                              | Aficionado  |
| Rionegro con más futuro                            | Aficionado  |

| Equipo                    | Categoría   |
| ------------------------- | ----------- |
| Coopenae-Extralum Economy | Aficionado  |
| D'Amico-Bottecchia        | Continental |

## Etapas
| Etapa      | Fecha        | Recorrido                     |                        | Distancia (km) | Ganador                    | Líder           |  |
| ---------- | ------------ | ----------------------------- | ---------------------- | -------------- | -------------------------- | --------------- |  |
| 1.ª etapa  | 2 de agosto  | Bogotá                        | Etapa de contrarreloj  | 24             | EPM Une-Area Metropolitana | Óscar Sevilla   |  |
| 2.ª etapa  | 3 de agosto  | Bogotá - Paipa                | Etapa con repechos     | 174,6          | Wilmer Darío Rodríguez     | Jaime Castañeda |  |
| 3.ª etapa  | 4 de agosto  | Paipa - Cota                  | Etapa con repechos     | 172,1          | José de Jesús Jaimes       | Jaime Castañeda |  |
| 4.ª etapa  | 5 de agosto  | Guaduas - Guaduas             | Etapa plana            | 203,8          | Edwin Sánchez              | Jaime Castañeda |  |
| 5.ª etapa  | 6 de agosto  | Mariquita - Ibagué            | Etapa plana            | 172,5          | Paul Betancourt            | Gabriel Mendoza |  |
| 6.ª etapa  | 7 de agosto  | Ibagué - Salento              | Etapa de alta montaña  | 136,6          | Alejandro Serna            | Mauricio Ortega |  |
| 7.ª etapa  | 8 de agosto  | Armenia - Riosucio            | Etapa con repechos     | 156,7          | Camilo Gómez               | Mauricio Ortega |  |
| 8.ª etapa  | 9 de agosto  | Viterbo - La Virginia         | Etapa de contrarreloj  | 23,2           | Rafael Infantino           | Mauricio Ortega |  |
|            | 10 de agosto | Descanso                      | Día de descanso        |                |                            |                 |  |
| 9.ª etapa  | 11 de agosto | Cartago - Pereira             | Etapa con repechos     | 157,1          | Óscar Sevilla              | Mauricio Ortega |  |
| 10.ª etapa | 12 de agosto | Manizales - La Pintada        | Etapa de media montaña | 158,6          | Óscar Javier Rivera        | Mauricio Ortega |  |
| 11.ª etapa | 13 de agosto | Don Matías - Ituango          | Etapa con repechos     | 146,6          | Juan Pablo Suárez          | Mauricio Ortega |  |
| 12.ª etapa | 14 de agosto | Ituango - Bello               | Etapa de media montaña | 153,1          | Luis Felipe Laverde        | Mauricio Ortega |  |
| 13.ª etapa | 15 de agosto | Medellín - Alto de las Palmas | Etapa de contrarreloj  | 17,5           | Óscar Sevilla              | Óscar Sevilla   |  |
| Total      | Total        | Total                         | Total                  | 1696,4         |                            |                 |  |

## Clasificaciones finales
Las clasificaciones finalizaron de la siguiente forma:

### Clasificación general
| Clasificación general |                     |                            |                  |
| Ciclista              | Ciclista            | Equipo                     | Tiempo           |
| --------------------- | ------------------- | -------------------------- | ---------------- |
| 1.º                   | Óscar Sevilla       | EPM Une-Area Metropolitana | 43 h 25 min 26 s |
| 2.º                   | Mauricio Ortega     | Orgullo Antioqueño         | + 1 min 01 s     |
| 3.º                   | Luis Felipe Laverde | Coldeportes-Claro          | + 4 min 23 s     |
| 4.º                   | Camilo Gómez        | Coldeportes-Claro          | + 5 min 39 s     |
| 5.º                   | Alejandro Ramírez   | Coldeportes-Claro          | + 5 min 57 s     |
| 6.º                   | Alexis Camacho      | Orgullo Antioqueño         | + 6 min 12 s     |
| 7.º                   | José Rujano         | Coord. Fundrujano Alc V Le | + 7 min 59 s     |
| 8.º                   | Óscar Javier Rivera | Ebsa Indeportes Boyacá     | + 8 min 03 s     |
| 9.º                   | Hernán Aguirre      | Team Manzana Postobón      | + 8 min 44 s     |
| 10.º                  | Alejandro Serna     | PR-Pijaos                  | + 9 min 00 s     |

### Clasificación de la montaña
| Clasificación de la montaña |                   |                                         |        |
| Ciclista                    | Ciclista          | Equipo                                  | Puntos |
| --------------------------- | ----------------- | --------------------------------------- | ------ |
| 1.º                         | Álvaro Duarte     | Aguardiente Néctar-Alcaldía de Cota-4WD | 63     |
| 2.º                         | Flober Peña       | Aguardiente Néctar-Alcaldía de Cota-4WD | 48     |
| 3.º                         | Óscar Sevilla     | EPM Une-Area Metropolitana              | 31     |
| 4.º                         | Alejandro Ramírez | Coldeportes-Claro                       | 29     |
| 5.º                         | Alejandro Serna   | PR-Pijaos                               | 25     |

### Clasificación de las metas volantes
| Clasificación de las metas volantes |                       |                                         |        |
| Ciclista                            | Ciclista              | Equipo                                  | Puntos |
| ----------------------------------- | --------------------- | --------------------------------------- | ------ |
| 1.º                                 | Flober Peña           | Aguardiente Néctar-Alcaldía de Cota-4WD | 41     |
| 2.º                                 | Juan Alejandro García | GW Shimano-Chaoyang-Envía-Kixx          | 23     |
| 3.º                                 | Juan Pablo Forero     | Coldeportes-Claro                       | 20     |
| 4.º                                 | Álvaro Duarte         | Aguardiente Néctar-Alcaldía de Cota-4WD | 17     |
| 5.º                                 | Marvin Angarita       | Movistar Team América                   | 13     |

### Clasificación por puntos
| Clasificación por puntos |                     |                            |        |
| Ciclista                 | Ciclista            | Equipo                     | Puntos |
| ------------------------ | ------------------- | -------------------------- | ------ |
| 1.º                      | Óscar Sevilla       | EPM Une-Area Metropolitana | 91     |
| 2.º                      | Mauricio Ortega     | Orgullo Antioqueño         | 71     |
| 3.º                      | Luis Felipe Laverde | Coldeportes-Claro          | 60     |
| 4.º                      | Alejandro Serna     | PR-Pijaos                  | 58     |
| 5.º                      | Jaime Castañeda     | EPM Une-Area Metropolitana | 50     |

### Clasificación de los jóvenes (Sub-23)
| Clasificación de los jóvenes |                         |                                         |                   |
| Ciclista                     | Ciclista                | Equipo                                  | Tiempo            |
| ---------------------------- | ----------------------- | --------------------------------------- | ----------------- |
| 1.º                          | Hernán Aguirre          | Team Manzana Postobón                   | 43 h 34 min 10 s  |
| 2.º                          | Miguel Florez           | Raza de Campeones - Lotería de Boyacá   | + 28 min 07 s     |
| 3.º                          | Yuber Alberto Contreras | Movistar Team América                   | + 34 min 57 s     |
| 4.º                          | Wilmar Andrés Castro    | Aguardiente Néctar-Alcaldía de Cota-4WD | + 57 min 04 s     |
| 5.º                          | Daniel Muñoz            | Team Manzana Postobón                   | + 1 h 01 min 22 s |

### Clasificación por equipos
| Clasificación por equipos |                            |                   |
| Equipo                    | Equipo                     | Tiempo            |
| ------------------------- | -------------------------- | ----------------- |
| 1.º                       | Coldeportes-Claro          | 129 h 37 min 02 s |
| 2.º                       | Orgullo Antioqueño         | + 1 min 37 s      |
| 3.º                       | PR-Pijaos                  | + 16 min 38 s     |
| 4.º                       | EPM Une-Area Metropolitana | + 30 min 14 s     |
| 5.º                       | Formesan-Bogotá Humana     | + 30 min 44 s     |

## Evolución de las clasificaciones
| Etapa | Vencedor                   | Clasificación general | Clasificación de la montaña | Clasificación de las metas volantes | Clasificación por puntos | Clasificación de los jóvenes | Clasificación por equipos  |
| ----- | -------------------------- | --------------------- | --------------------------- | ----------------------------------- | ------------------------ | ---------------------------- | -------------------------- |
| 1.ª   | EPM Une-Area Metropolitana | Óscar Sevilla         | Mauricio Ortega             | Marvin Angarita                     | Óscar Sevilla            | Aldemar Reyes                | EPM Une-Area Metropolitana |
| 2.ª   | Wilmer Darío Rodríguez     | Jaime Castañeda       | Sebastián Caro              | Marlon Pérez                        | Wilmer Rodríguez         | Aldemar Reyes                | EPM Une-Area Metropolitana |
| 3.ª   | José de Jesús Jaimes       | Jaime Castañeda       | Sebastián Caro              | Marlon Pérez                        | Jaime Castañeda          | Aldemar Reyes                | EPM Une-Area Metropolitana |
| 4.ª   | Edwin Sánchez              | Jaime Castañeda       | Sebastián Caro              | Juan Pablo Forero                   | Jaime Castañeda          | Aldemar Reyes                | EPM Une-Area Metropolitana |
| 5.ª   | Paul Betancourt            | Gabriel Mendoza       | Sebastián Caro              | Juan Pablo Forero                   | Jaime Castañeda          | Aldemar Reyes                | PR-Pijaos                  |
| 6.ª   | Alejandro Serna            | Mauricio Ortega       | Álvaro Duarte               | Juan Pablo Forero                   | Jaime Castañeda          | Hernán Aguirre               | PR-Pijaos                  |
| 7.ª   | Camilo Gómez               | Mauricio Ortega       | Álvaro Duarte               | Juan Pablo Forero                   | Jaime Castañeda          | Hernán Aguirre               | PR-Pijaos                  |
| 8.ª   | Rafael Infantino           | Mauricio Ortega       | Álvaro Duarte               | Juan Pablo Forero                   | Mauricio Ortega          | Hernán Aguirre               | PR-Pijaos                  |
| 9.ª   | Óscar Sevilla              | Mauricio Ortega       | Álvaro Duarte               | Juan Alejandro García               | Óscar Sevilla            | Hernán Aguirre               | PR-Pijaos                  |
| 10.ª  | Óscar Javier Rivera        | Mauricio Ortega       | Álvaro Duarte               | Flober Peña                         | Óscar Sevilla            | Hernán Aguirre               | Orgullo Antioqueño         |
| 11.ª  | Juan Pablo Suárez          | Mauricio Ortega       | Álvaro Duarte               | Flober Peña                         | Óscar Sevilla            | Hernán Aguirre               | Orgullo Antioqueño         |
| 12.ª  | Luis Felipe Laverde        | Mauricio Ortega       | Álvaro Duarte               | Flober Peña                         | Óscar Sevilla            | Hernán Aguirre               | Coldeportes-Claro          |
| 13.ª  | Óscar Sevilla              | Óscar Sevilla         | Álvaro Duarte               | Flober Peña                         | Óscar Sevilla            | Hernán Aguirre               | Coldeportes-Claro          |
| Final | Final                      | Óscar Sevilla         | Álvaro Duarte               | Flober Peña                         | Óscar Sevilla            | Hernán Aguirre               | Coldeportes-Claro          |

## UCI America Tour
La carrera al estar integrada al calendario internacional americano 2015 otorga puntos para dicho campeonato, siendo el baremo de puntuación el siguiente:
| Posición                    | 1º | 2º | 3º | 4º | 5º | 6º | 7º | 8º |
| Clasificación general final | 40 | 30 | 16 | 12 | 10 | 8  | 6  | 3  |
| Por etapa                   | 8  | 5  | 2  |    |    |    |    |    |
| Líder General por etapa     | 4  |    |    |    |    |    |    |    |

| Clasificación |                        |                                         |         |       |       |       |
| Posición      | Ciclista               | Equipo                                  | General | Etapa | Líder | Total |
| ------------- | ---------------------- | --------------------------------------- | ------- | ----- | ----- | ----- |
| 1.º           | Óscar Sevilla          | EPM Une-Area Metropolitana              | 40      | 34    | 4     | 78    |
| 2.º           | Mauricio Ortega        | Orgullo Antioqueño                      | 30      | 14    | 28    | 72    |
| 3.º           | Luis Felipe Laverde    | Coldeportes-Claro                       | 16      | 15    |       | 31    |
| 4.º           | Jaime Castañeda        | EPM Une-Area Metropolitana              |         | 12    | 12    | 24    |
| 5.º           | Camilo Gómez           | Coldeportes-Claro                       | 12      | 8     |       | 20    |
| 6.º           | Alejandro Serna        | PR-Pijaos                               |         | 15    |       | 15    |
| 7.º           | Alejandro Ramírez      | Coldeportes-Claro                       | 10      | 2     |       | 12    |
| 8.º           | Óscar Javier Rivera    | Ebsa Indeportes Boyacá                  | 3       | 8     |       | 11    |
| 9.º           | Alexis Camacho         | Orgullo Antioqueño                      | 8       |       |       | 8     |
| 10.º          | Wilmer Darío Rodríguez | Raza de Campeones - Lotería de Boyacá   |         | 8     |       | 8     |
| 11.º          | José de Jesús Jaimes   | Ebsa Indeportes Boyacá                  |         | 8     |       | 8     |
| 12.º          | Edwin Sánchez          | Ebsa Indeportes Boyacá                  |         | 8     |       | 8     |
| 13.º          | Paul Betancourt        | Coopenae-Extralum Economy               |         | 8     |       | 8     |
| 14.º          | Rafael Infantino       | EPM Une-Area Metropolitana              |         | 8     |       | 8     |
| 15.º          | Juan Pablo Suárez      | EPM Une-Area Metropolitana              |         | 8     |       | 8     |
| 16.º          | José Rujano            | Coord. Fundrujano Alc V Le              | 6       |       |       | 6     |
| 17.º          | Gabriel Mendoza        | Coord. Fundrujano Alc V Le              |         | 2     | 4     | 6     |
| 18.º          | Róbigzon Oyola         | EPM Une-Area Metropolitana              |         | 5     |       | 5     |
| 19.º          | Juan Sebastián Tamayo  | Orgullo Antioqueño                      |         | 5     |       | 5     |
| 20.º          | Fernando Orjuela       | Team Manzana Postobón                   |         | 5     |       | 5     |
| 21.º          | Flober Peña            | Aguardiente Néctar-Alcaldía de Cota-4WD |         | 5     |       | 5     |
| 22.º          | Álvaro Duarte          | Aguardiente Néctar-Alcaldía de Cota-4WD |         | 5     |       | 5     |
| 23.º          | Jhonatan Ospina        | GW Shimano-Chaoyang-Envía-Kixx          |         | 4     |       | 4     |
| 24.º          | Juan Pablo Forero      | Coldeportes-Claro                       |         | 2     |       | 2     |
| 25.º          | Robinson Chalapud      | Orgullo Antioqueño                      |         | 2     |       | 2     |
| 26.º          | Steven Giraldo         | PR-Pijaos                               |         | 2     |       | 2     |
| 27.º          | Bernardo Suaza         | Team Manzana Postobón                   |         | 2     |       | 2     |